# Nečín

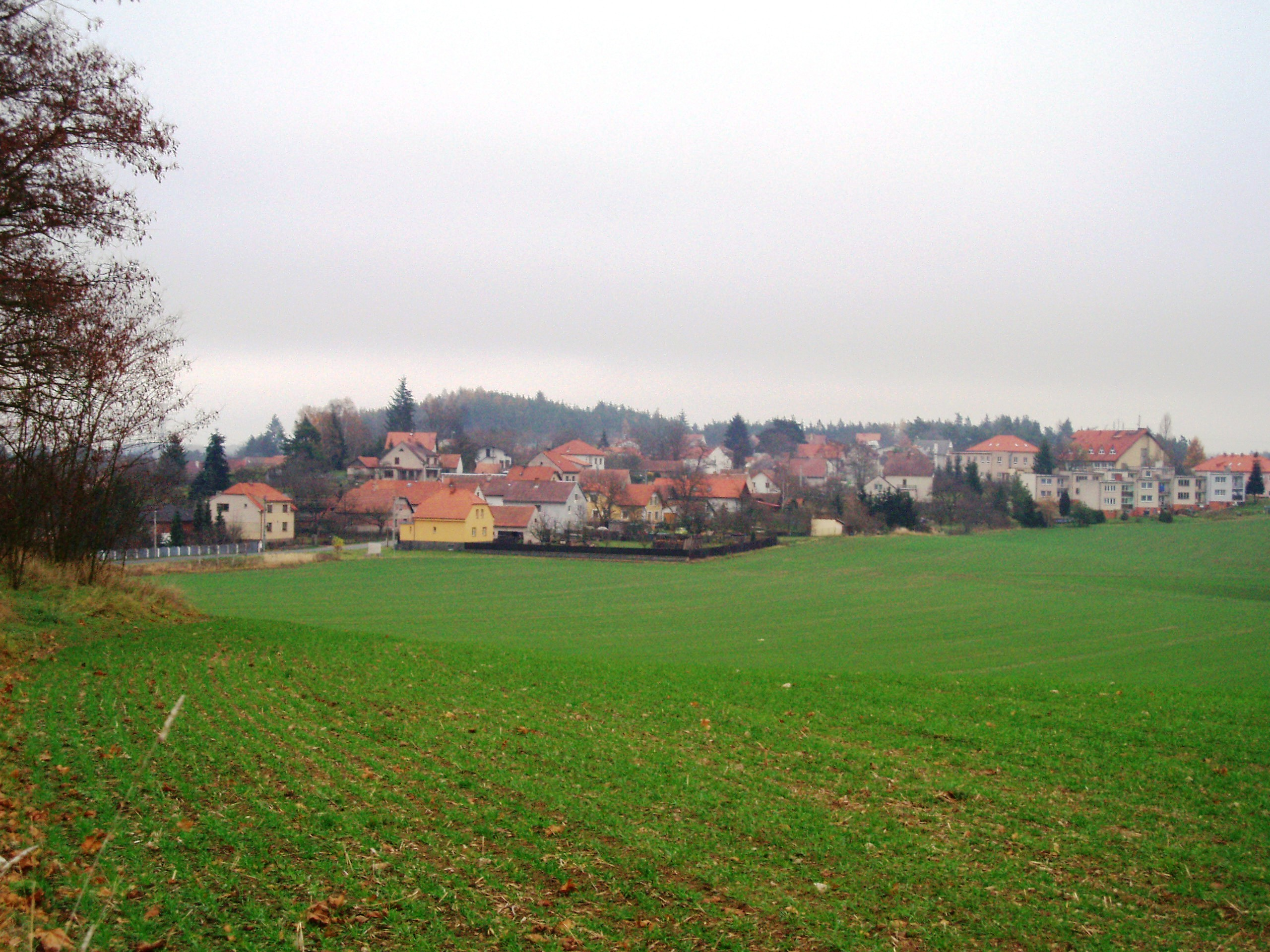
Ortsansicht von Nečín

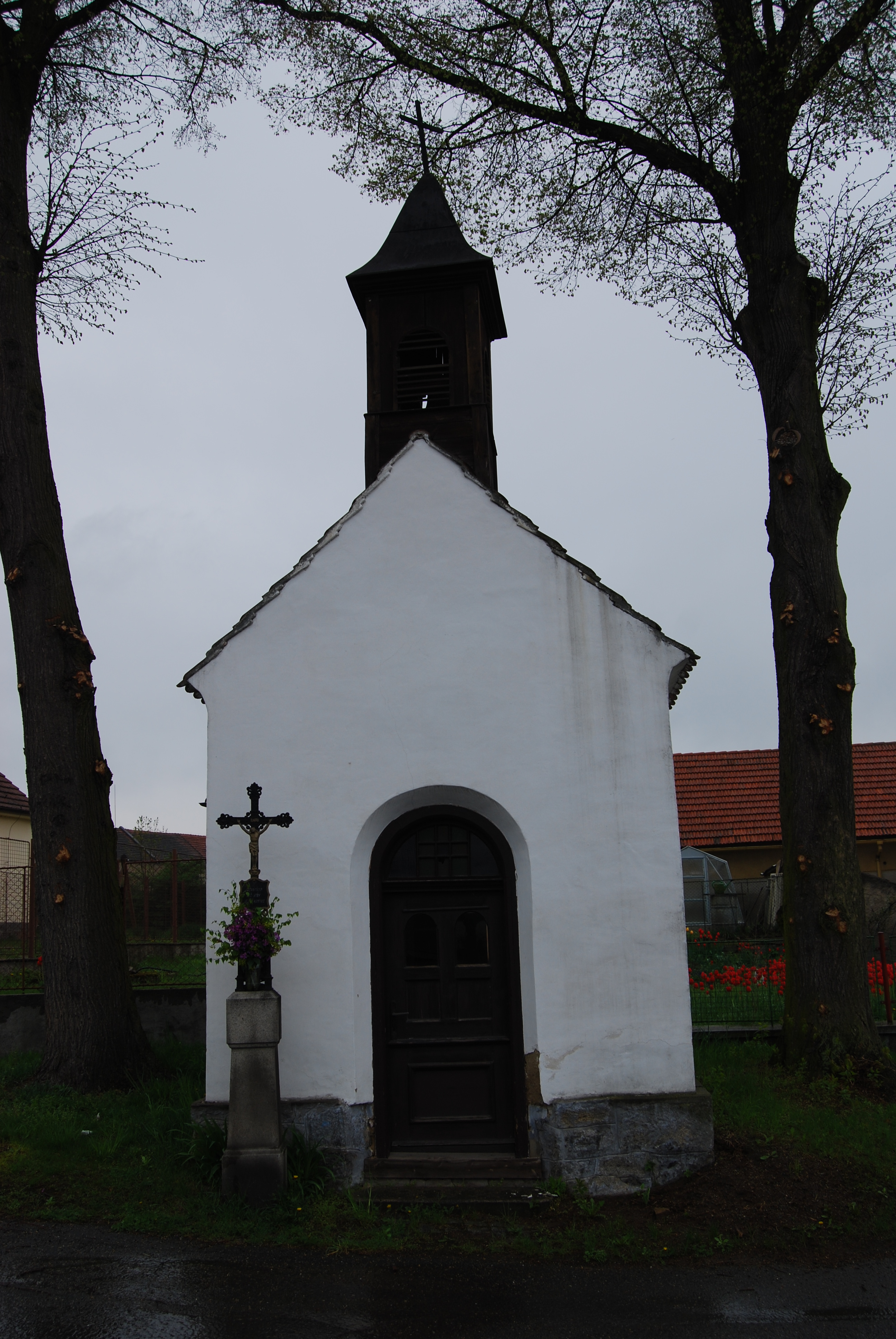
Kapelle auf dem Dorfplatz von Nečín

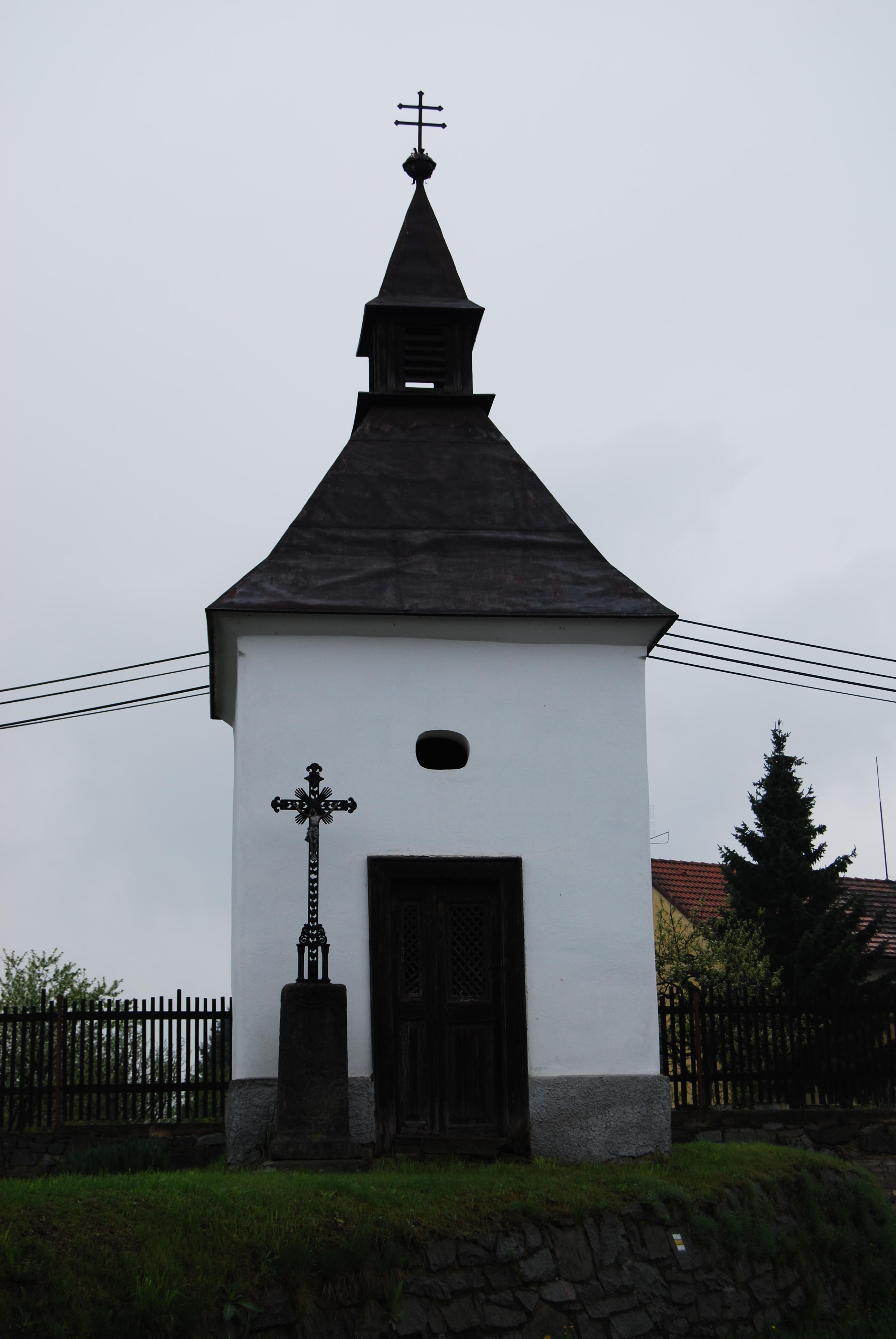
Kapelle am Hof in Nečín

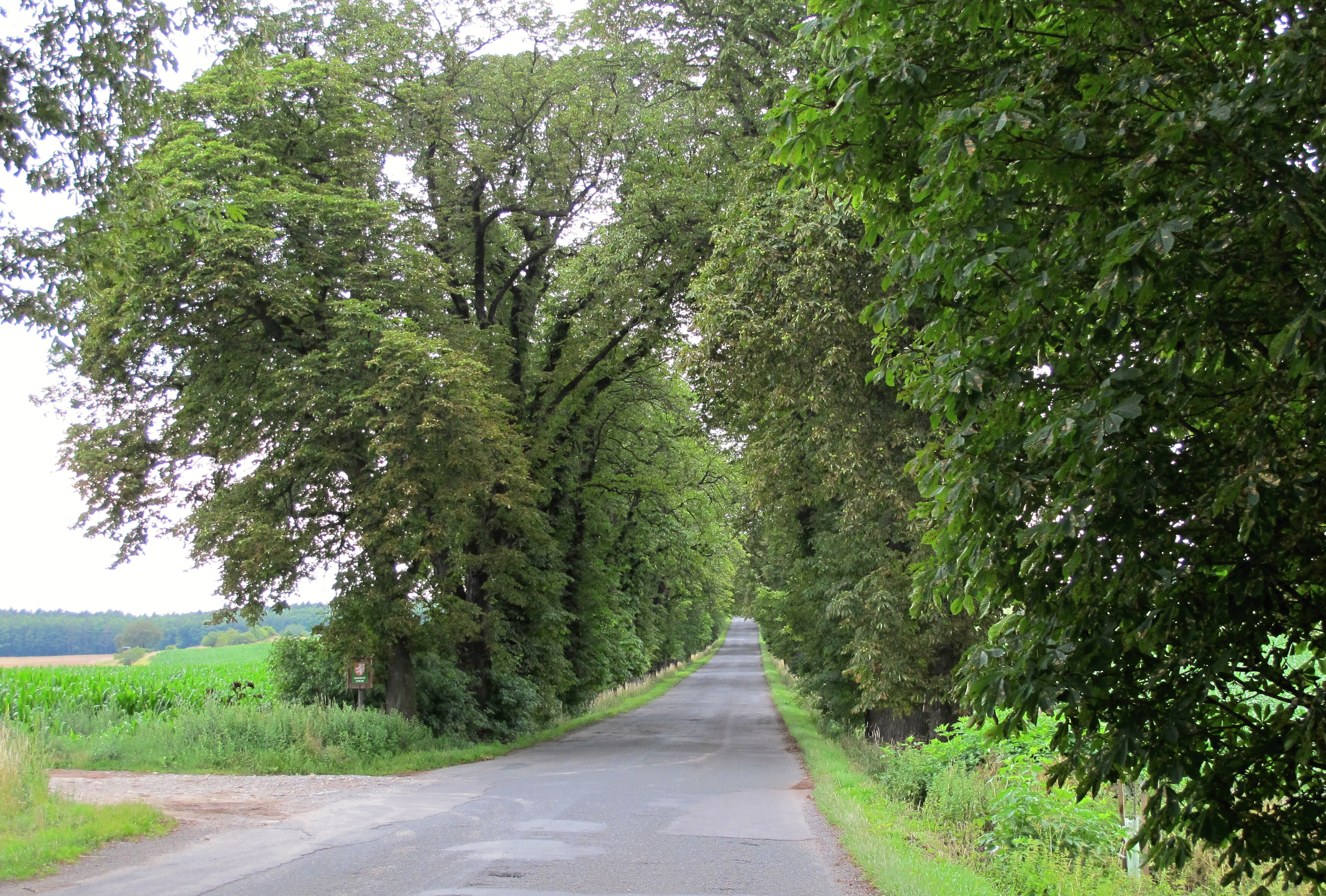
Kastanienallee zwischen Nečín und Bělohrad

Nečín (deutsch Netschin) ist eine Gemeinde in Tschechien. Sie liegt 16 Kilometer östlich des Stadtzentrums von Příbram und gehört zum Okres Příbram.

## Geographie
Nečín befindet sich auf einem Höhenrücken zwischen den Tälern der Bäche Hubenovský potok und Jindrovský potok in der Dobříšská pahorkatina (Dobrischer Hügelland). Östlich von Nečín entspringt der Vošický potok, südwestlich der Jablonecký potok. Nordöstlich erhebt sich die Nečínská besídka (508 m n. m.), im Osten der Pecno (457 m n. m.) und der Na Hvězdáři (452 m n. m.), südöstlich der Lipiny (450 m n. m.) und der Telecí vrch (450 m n. m.), im Süden der Zámeček (480 m n. m.), südwestlich der Ouchody (442 m n. m.) sowie westlich der Hrozný vršek (458 m n. m.). Nördlich von Nečín befinden sich zahlreiche abgesoffene Granitbrüche. Dreieinhalb Kilometer gegen Osten liegt das mit dem Stausee Slapy geflutete Moldautal. Durch Nečín verläuft die Staatsstraße II/102 zwischen Chotilsko und Obory. 
Nachbarorte sind Na Dvorských, Drhovce, Radčany und Nechalov im Norden, Vaječník, Žebrák und Jiráska im Nordosten, Lipiny und Křelovice im Osten, U Kozů, Borky, Hřiměždice, Vestec, Na Jindrově und Vrchy im Südwesten, Jablonce im Süden, Obory und Pánkovka im Südwesten, Strupina, Višňová und Holanka im Westen sowie Bělohrad, Skalice und Daleké Dušníky im Nordwesten. 

## Geschichte
Archäologische Funde belegen eine frühzeitliche Besiedlung des Gemeindegebietes. Östlich der Einschicht Na Dvorských wurde 1929 am Steinbruch Pudilov der aus 24 ganzen und vier halben Bronzenadeln aus der Knovízer Kultur bestehende Nečíner Schatz aufgefunden. Der im Prager Nationalmuseum befindliche Schatz inspirierte Eduard Štorch zu seinem Roman "Bronzový poklad" (Der Bronzeschatz). Des Weiteren fand ein Bauer auf seinem Grund Reste von Urnen und Bronzewerkzeuge. Bei Bělohrad gab es Funde römischer Münzen und anderer Gegenstände.
Durch die bewaldete Gegend führte der Seltschaner Steig, ein vom Goldenen Steig abzweigender alter Handelsweg, der von der Warta (Strážný vrch) bei Skalice bewacht wurde. Auf dem Hügel Bělohrad nördlich der Ansiedlung Bělohrad soll ebenfalls eine Burg gestanden haben.
Nečín wurde in der Mitte des 16. Jahrhunderts gegründet und soll nach den Angaben in der Ortschronik 1569 erstmals unter den Gütern der Herrschaft Dobřisch aufgeführt worden sein. Die erste urkundliche Erwähnung als neues Dorf Neczinie stammt aus dem Jahre 1580. Der Überlieferung nach stand in der Nähe des Ortes eine Feste, die irgendwann erlosch; 1825 wurden bei Schachtarbeiten auf einer Wiese hinter dem Dorf Reste von Grundmauern sowie ein Stein mit Hirschwappen aufgefunden. Im Jahre 1610 wurde das Dorf als Necžinie bezeichnet. Am 14. Juni 1630 verkaufte die Böhmische Kammer die Herrschaft Dobřisch mit dem angeschlossenen Gut Heiligfeld mit Ausschluss der Jagd auf Rot- und Schwarzwild erblich an den Oberstjäger der Königreiches Böhmen, Bruno von Mansfeld und Heldrungen.  Nachfolgender Besitzer war ab 1644 Franz Maximilian von Mansfeld. Bis 1714 gehörte das Dorf zum Podbrder Kreis, danach wurde es Teil des Berauner Kreises. Im 18. Jahrhundert begann nördlich von Nečín und an der Nečínská besídka in zahlreichen Steinbrüchen die Gewinnung von Granit. Der blaugraue bzw. grauweiße Nečíner Granit fand in polierter Form Verwendung als Baustoff und für Gebrauchsgegenstände.
Nachdem 1780 mit dem Tode von Joseph Wenzel von Mansfeld das Geschlecht im Mannesstamme erloschen war, erbte dessen Schwester Maria Isabella die Herrschaft Dobřisch. Es erfolgte die Namens- und Wappenvereinigung mit der Familie ihres Ehemannes Franz de Paula Gundaker von Colloredo-Waldsee-Mels zum Geschlecht Colloredo-Mannsfeld. Nach Maria Isabellas Tod im Jahre 1794 erbte ihr Sohn Rudolph Joseph II. die Güter. Nach dem Tode des kinderlosen Rudolf Joseph II. von Colloredo-Mannsfeld fiel die Herrschaft 1844 dessen Neffen Franz de Paula Gundaccar II. von Colloredo-Mannsfeld zu.
Im Jahre 1846 bestand das Dorf Netschin bzw. Nečjn aus 56 Häusern mit 442 Einwohnern. Im Ort gab es einen obrigkeitlichen Meierhof und eine obrigkeitliche Schäferei. Pfarrort war Werměřitz. Bis zur Mitte des 19. Jahrhunderts blieb Netschin der Herrschaft Dobřisch untertänig.
Nach der Aufhebung der Patrimonialherrschaften bildete Nečině/Netschin ab 1850 mit den Ortsteilen Jablonce, Kurzbach, Lipiny, Obory, Vaječník, Vápenice und Žebrák eine Gemeinde im Gerichtsbezirk Dobříš. Ab 1868 gehörte das Dorf zum Bezirk Příbram. Im darauf folgenden Jahr lösten sich Obory und Vápenice von Nečině los und bildeten die Gemeinde Obory. Seit den 1880er Jahren führte die Gemeinde den Namen Něčín. 1893 nahm in Něčín eine Schule den Unterricht auf, zuvor wurden die Kinder in Hřiměždice und Obory unterrichtet. Der Ortsteil Kurzbach wurde zum Ende des 19. Jahrhunderts geteilt; die Ansiedlung Kurzbach wurde als Kurzbach 1. díl/Kurzbach 1. Anteil nach Dušníky umgemeindet, bei Něčín verblieb die Einschicht Strupina, die danach den Namen Kurzbach 2. díl / Kurzbach 2. Anteil führte. 1924 wurde der Gemeindename in Nečín geändert. Im Jahre 1932 lebten in Nečín (mit Jablonce, Kurzbach 2. díl, Lipiny, Valečník und Žebrák) 981 Menschen, in der Gemeinde gab es sechs Steinbruchbetriebe. Nach dem Ende des Zweiten Weltkrieges erhielt der Ortsteil Kurzbach 2. díl im Jahre 1945 den neuen Namen Strupina, zugleich wurde auch das seinerzeit zu Skalice gehörige Kurzbach 1. díl in Bělohrad umbenannt. Ab 1949 gehörte Nečín zum neugebildeten Okres Dobříš, nach dessen Aufhebung wurde die Gemeinde 1960 wieder Teil des Okres Příbram. 1976 wurde Skalice (mit Bělohrad) eingemeindet. Zwischen 1985 und 1988 entstand im Rahmen der Aktion Z der von der Grundschule und dem Kindergarten genutzte Schulpavillon.

## Gemeindegliederung
Die Gemeinde Nečín besteht aus den Ortsteilen Bělohrad (Kurzbach, auch Kurzbach 1. Anteil), Jablonce (Jablonetz), Lipiny (Lipin), Nečín (Netschin), Skalice (Skalitz), Strupina (auch Kurzbach 2. Anteil), Vaječník (Wajetschnik) und Žebrák (Schebrak). Grundsiedlungseinheiten sind Lipiny, Nečín, Skalice und Žebrák. Zu Nečín gehören außerdem ein Anteil von Háje sowie die Einschichten Křelovice, Na Dvorských und Vrchy.
Das Gemeindegebiet gliedert sich in die Katastralbezirke Lipiny, Nečín, Skalice u Dobříše und Žebrák u Nečína.

## Sehenswürdigkeiten
- zwei Kapellen, auf dem Dorfplatz und am Hof, in Nečín
- Schulpavillon in Nečín, er wurde zwischen 1985 und 1988 errichtet und soll als neues Wahrzeichen des Ortes die Qualität und Schönheit des Nečíner Granits repräsentieren
- Kastanienallee zwischen Nečín und Bělohrad
- Kapelle in Jablonce
- Kapelle in Skalice
- Kapelle in Žebrák
- Bildstock bei Lipiny